# Wodorowe zużycie metalu
Wodorowe zużycie metalu – zjawisko łuszczenia się współpracujących powierzchni metali na skutek wnikania w wysokiej temperaturze wodoru w strukturę tych powierzchni. Prowadzi to do nieodwracalnych zmian, które zdecydowanie przyśpieszają proces niszczenia metali. Efektem jest zniszczenie warstwy wierzchniej oraz tzw. zmęczenie materiału.
Współtwórcą techniki „blokowania mechanizmu wodorowego zużycia” metali jest George P. Shpenkov – były członek Amerykańskiego Stowarzyszenia Trybologów.